# 大穆克薩爾馬島
65°2′15″N 35°57′5″E / 65.03750°N 35.95139°E
大穆克薩爾馬島是俄羅斯的島嶼，位於大索洛韋茨基島以東的白海，屬於索洛韋茨基群島的一部分，由阿爾漢格爾斯克州負責管轄，面積17平方公里，最高點海拔高度40米。